# Kil'mez' (città)
Kil'mez' è una cittadina della Russia europea centro-settentrionale, situata nella oblast' di Kirov; appartiene amministrativamente al rajon Kil'mezskij, del quale è il capoluogo.
Sorge nella parte sudorientale della oblast', sulle sponde del fiume omonimo (affluente della Vjatka), circa 250 chilometri a sudest del capoluogo regionale Kirov.